# ナタリー・ダウ
ナタリー・ダウ（Nathalie Daoust、1977年 - ）は、カナダのケベック州モントリオール出身の写真家。モントリオール市内の大学、en:Cégep du Vieux Montréalで写真技術を学び、1999年にはニューヨークにて初の個展ニューヨークホテルストーリーを開催し、以降はベルリン、シドニー、バルセロナなど各国で個展を開催している。
日本でも2001年より2年の間滞在した経歴があり、個展も何度か開催されている。